# Liberazione in Garfagnana, Versilia e Lucchesia
La liberazione in Garfagnana, Versilia, Viareggio e Lucchesia fu caratterizzata da un susseguirsi di eventi di natura bellica avvenuti nelle province di Lucca e Massa Carrara tra il settembre 1944 e l'aprile 1945, durante la Campagna d'Italia della seconda guerra mondiale. Queste zone furono interessate dagli scontri degli Alleati che, con l'aiuto dei gruppi locali di partigiani, combatterono contro i nazifascisti con lo scopo di sfondare il fronte tirrenico della linea Gotica: questo fronte si sviluppava dalla zona costiera della Versilia fino al Passo dell'Abetone e al Passo delle Radici, dividendo a metà la zona della Garfagnana.
In questa fase della guerra, la maggior parte degli sforzi militari vennero impiegati nel versante orientale della linea Gotica, cioè dall'asse Bologna-Firenze alla fascia costiera adriatica.
Tuttavia, a causa della politica del terrore adottata dai tedeschi nei confronti dei civili in questi territori, ci furono avvenimenti tragici, tra cui si ricordano:
- i massacri di Fivizzano, Forno, Valla, Bardine e Vinca (San Terenzo, MS) avvenuti nell'estate 1944;
- l'eccidio a Sant'Anna di Stazzema (LU) avvenuto il 12 agosto 1944;
- il massacro a Pioppeti di Montemagno (Camaiore, LU) avvenuto nel settembre 1944;
- la fucilazione dei detenuti del campo di concentramento di Mezzano (LU) sul fiume Frigido avvenuto il 15 settembre 1944;
- il massacro di Bergiola (MS) sempre del settembre 1944.

## Quadro storico

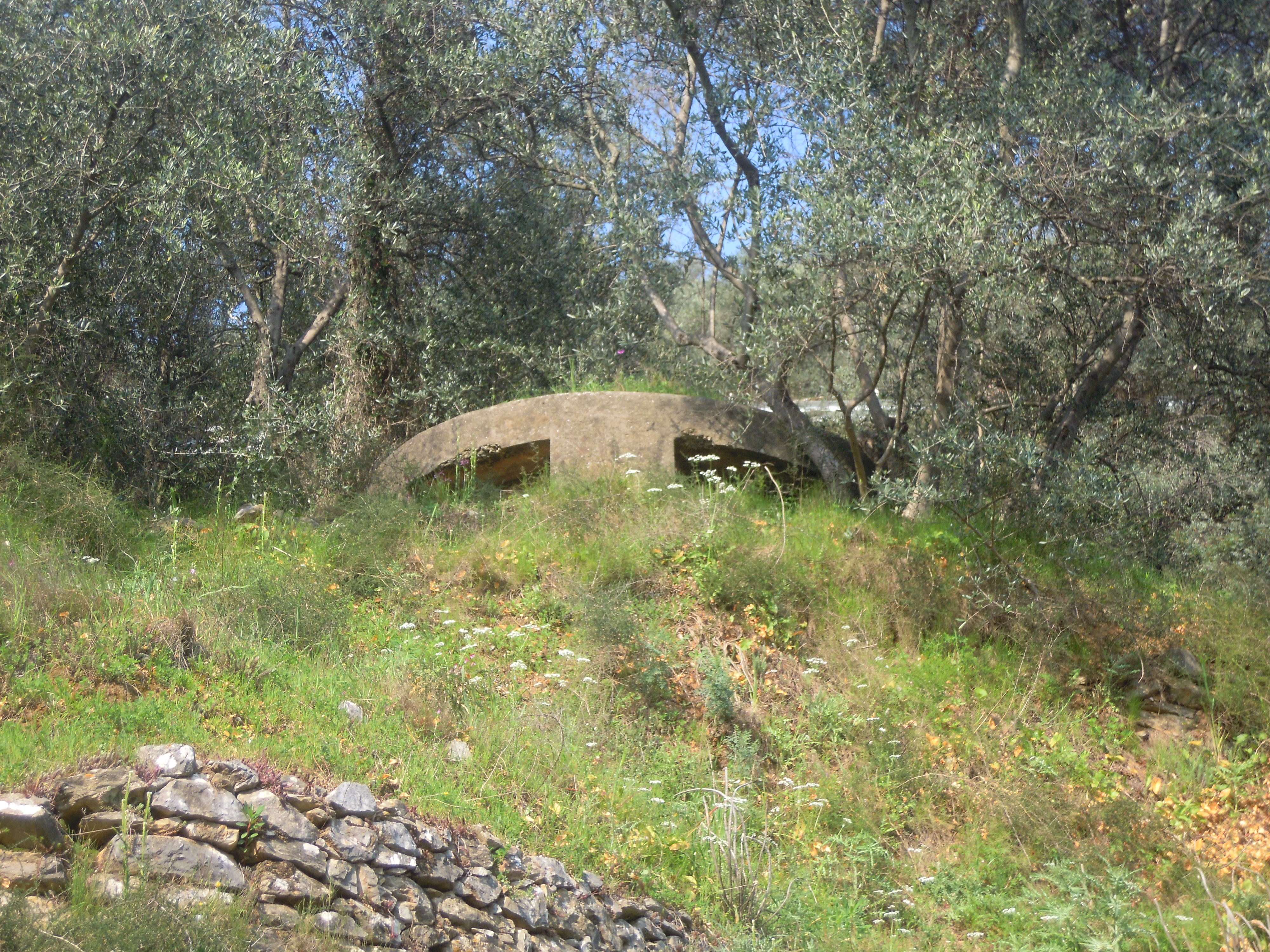
Bunker n. 1 segnalato sulla mappa delle postazioni difensive tedesche sui monti Pisani lungo la SS 12.

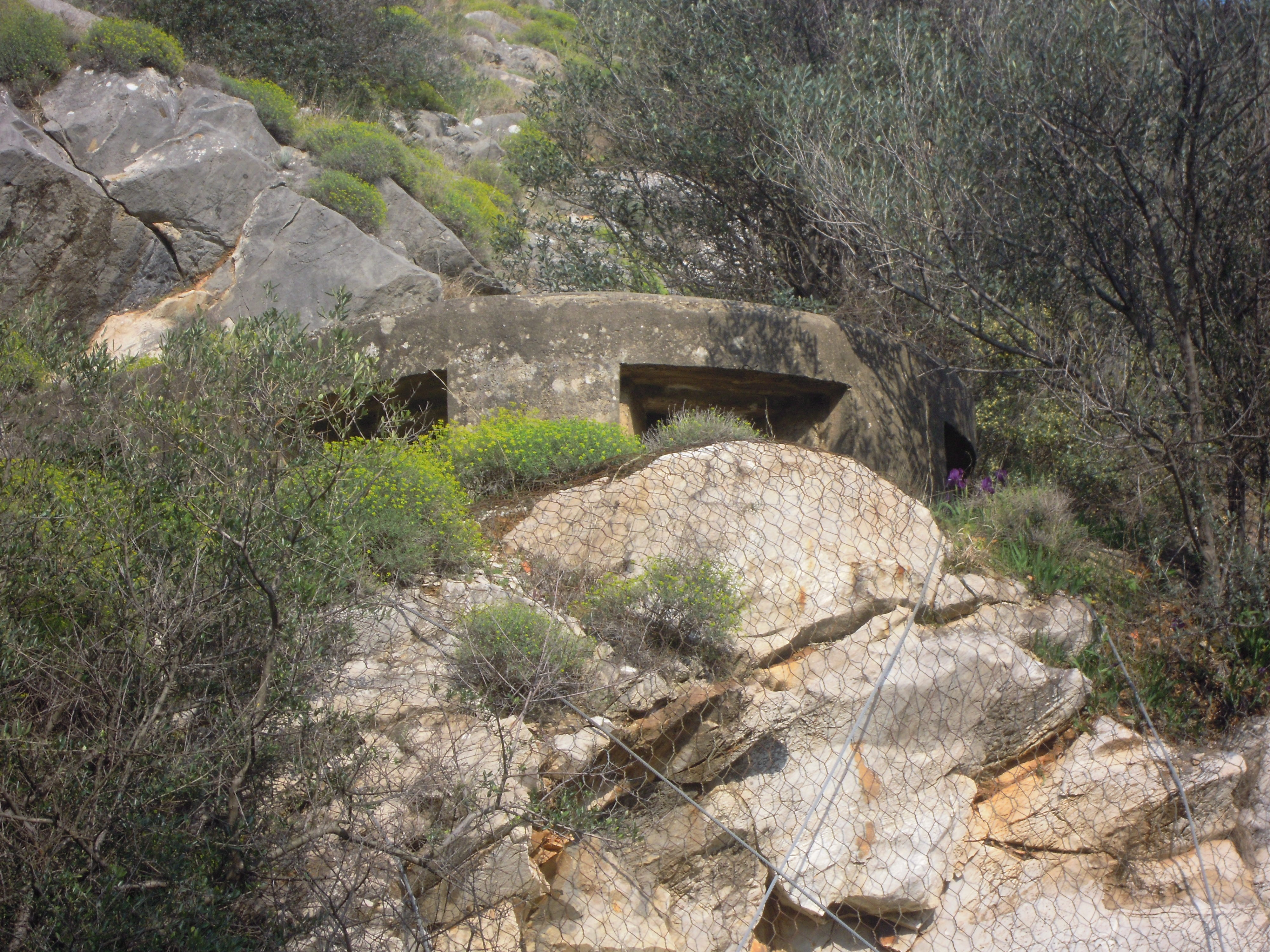
Bunker n. 2 segnalato sulla mappa delle postazioni difensive tedesche sui monti Pisani lungo la SS 12.

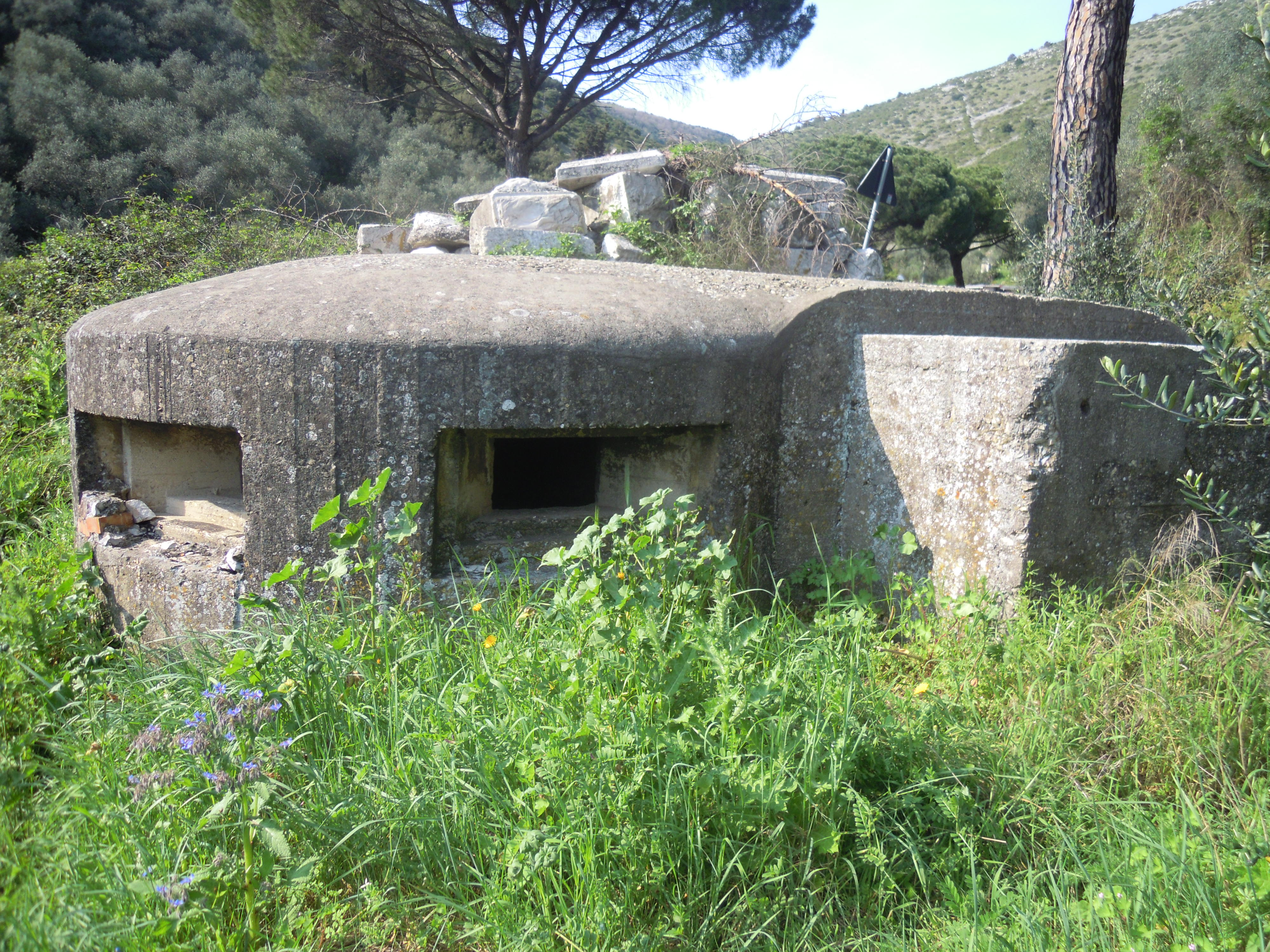
Bunker n. 3 segnalato sulla mappa delle postazioni difensive tedesche sui monti Pisani lungo la SS 12.

Negli ultimi anni della seconda guerra mondiale l'Italia diventò il campo di battaglia fra le truppe tedesche, discese in forze nella penisola dopo l'8 settembre 1943, e gli Alleati che stavano lentamente risalendo il territorio dopo gli sbarchi effettuati nell'Italia meridionale.
Dopo la liberazione di Mussolini da parte dei tedeschi, venne istituita la Repubblica di Salò e, in difesa di questo governo-fantoccio e della Pianura Padana, il comando tedesco in Italia creò due linee difensive: la linea Gustav che si estendeva tra Napoli e Roma e la linea Gotica che si estendeva tra Cinquale (Mar Tirreno) e Pesaro (Mar Adriatico). 
La risalita in Italia delle forze alleate fu rallentata non solo dai nazisti, che adottavano strategie tipiche della prima guerra mondiale e distruggevano qualsiasi infrastruttura trovassero durante le ritirate, ma anche dalla scarsa considerazione da parte di Winston Churchill e Franklin Delano Roosevelt nei confronti del fronte italiano, poiché entrambi ritenevano quello francese più promettente, soprattutto dopo gli sbarchi in Normandia del giugno del 1944.
Dopo lo sfondamento della linea Gustav e l'avanzata delle truppe alleate fino a Firenze, tra il 25 e il 26 agosto 1944 scattò l'operazione Olive che avrebbe dovuto consistere nello sfondamento della linea Gotica. I maggiori sforzi di questa missione si concentrarono nel versante adriatico di un fronte lungo più di 300 km, scelta dovuta alla per la volontà di Churchill di conquistare il prima possibile la Pianura Padana, Trieste, la Slovenia e poi entrare a Vienna prima dell'arrivo dell'Armata Rossa di Stalin.
Passava così in secondo piano l'impiego delle forze armate alleate nel versante tirrenico del fronte: in questa zona l'obiettivo era semplicemente quello di sfondare le linee difensive predisposte dai tedeschi, per poi scendere in Pianura Padana e raggiungere le coste della Francia Meridionale in supporto agli sbarchi che sarebbero avvenuti nelle coste della Provenza.
A causa dell'allungarsi dei tempi di questa operazione Olive, cambiarono i piani d'attacco degli Alleati: scopo principale rimase sfondare la linea Gotica da entrambi i lati, scendere in Pianura Padana puntando verso l'asse Torino-Milano-Venezia per accerchiare Albert Kesselring e il suo esercito, costringendolo così ad una ritirata verso il Po. Per i Nazisti diventò quindi fondamentale difendere la Pianura Padana, considerata l'unica fonte di sostegno per l'esercito tedesco.

## Schieramenti delle forze armate
Gli schieramenti militari che si affrontarono in questi 7 mesi erano prevalentemente gruppi di secondo piano e numericamente inferiori ai tedeschi per quanto riguarda gli Alleati, ma non per questo non riuscirono a sfondare le linee avversarie. I motivi di queste scelte erano da ricercarsi nella scarsa considerazione del fronte italiano da parte degli anglo-statunitensi, che privilegiavano il fronte occidentale anche per giungere prima dell'armata sovietica a Berlino.
Anche se numericamente inferiori, in queste zone gli Alleati potevano contare su di un maggior supporto per quanto riguardava gli armamenti e il sostegno dell'aviazione.
Lo schieramento degli Alleati era composto da:
- soldati della 5ª Armata americana comandati dal generale Mark Wayne Clark (vice di Dwight D. Eisenhower);
- soldati dell'8ª Armata britannica comandati da sir Harold Rupert Alexander;
- soldati afroamericani della 92ª Divisione del 366º e 370º reggimento fanteria;
- soldati brasiliani della FEB con a capo il comandante Joao Baptista Mascarenhas de Moraes;
- soldati nepalesi del battaglione Gurkha;
- soldati Nisei, nippo-americani originari delle Hawaii con a capo il Comandante Daniel Inouye che combatterono in Versilia, Massa e Lunigiana.

Le azioni militari alleate furono sostenute dai gruppi partigiani locali, tra cui:
- il Battaglione Autonomo XI zona Appennino Tosco Emiliano guidati da Manrico Ducceschi (soprannominato "Pippo")[1] che accompagnò poi gli Alleati fino a Milano;
- il GAP (Gruppo di Azione Patriottica) di Borgo a Mozzano con a capo il comandante Mario Amanducci;
- il Gruppo Valanga di Leandro Puccetti[2];
- la 1ª Brigata Garibaldi Lunense del maggiore inglese Anthony John Oldham e, dopo lo scioglimento di questa, altre "bande" come: la 4ª Brigata Garibaldi Apuana "Gino Menconi" comandata da Alessandro Brucellaria, il "Gruppo Patrioti Apuani" di Pietro del Giudice e Alfredo Gianardi ("Vico"), il "Battaglione Arditi Marco" (guidato dal Giorgio Ferro, il "Tenente "Marco")[3].

Tra le file dello schieramento italo-tedesco si contavano un maggior numero di soldati, tutti sotto la guida del feldmaresciallo Albert Kesselring; tra i vari gruppi che combatterono in questi territori, si ricordano:
- i soldati dello Heer, tra cui i soldati Jäger del reggimento alpino tedesco denominato Mittenwald;
- le Waffen SS della 29 Waffen-Grenadier-Division der SS29 Waffen-Grenadier-Division der SS, con personale anche italiano;
- i soldati della Repubblica sociale italiana della 4ª Divisione alpina "Monterosa", della divisione Italia e della San Marco, oltre alla Brigata Nera.

## Eventi nella piana di Lucca (agosto 1944-settembre 1944)

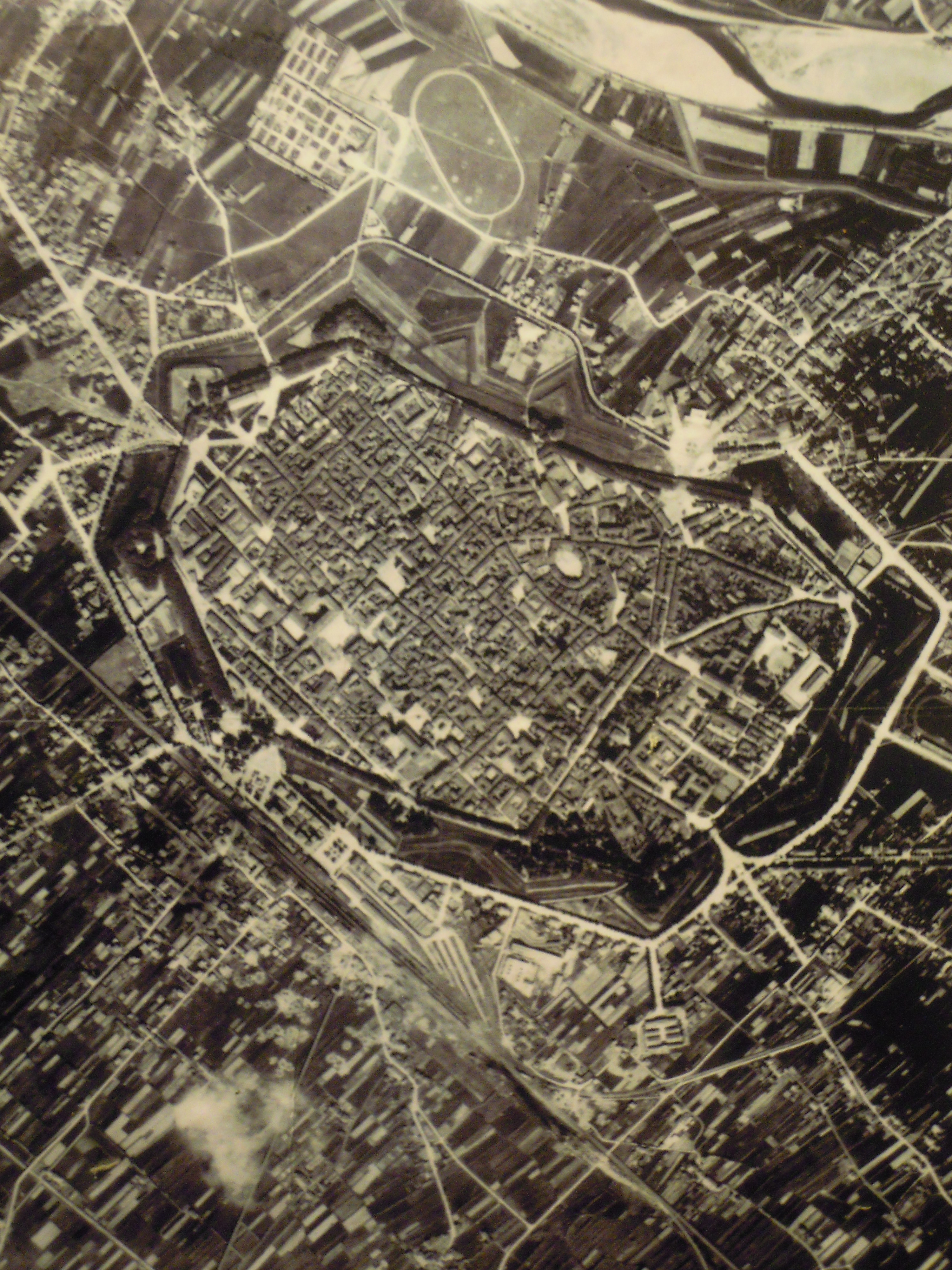
Foto di un ricognitore Alleati in volo su Lucca: si notino i bombardamenti nei pressi di Porta San Pietro, Porta Santa Maria e alla stazione ferroviaria

Nell'agosto 1944 la situazione della Toscana era un po' complicata: la maggior parte del territorio era stato liberato, le uniche zone ancora occupate comprendevano le province di Lucca e di Massa Carrara.
Nella notte del 31 agosto 1944  dopo aver attraversato il fiume Arno (denominato "posizione Heinrich") le truppe della 5ª Armata statunitense avanzarono spediti alla volta della città di Lucca neutralizzando con facilità le postazioni difensive, poiché i tedeschi si stavano ritirando verso la Garfagnana. Il 2 settembre 1944 tutta la zona dei Monti Pisani, considerata dagli Alleati un punto strategico per il controllo della piana, fu conquistata.
Nell'avanzata verso Lucca, la 5ª Armata si divise in tre colonne:
- la prima avanzò da sud-est costeggiando i Monti Pisani e giungendo nel Compitese da Pontedera, liberando i primi centri della piana tra cui Pescia, Altopascio, Porcari e Capannori;
- la seconda colonna avanzò da sud, risalendo da San Giuliano Terme a Santa Maria del Giudice seguendo il percorso della Statale 12 e attraversando i Monti Pisani dal Passo Dante;
- la terza colonna giunse da sud-ovest attraverso la località di Ripafratta seguendo la Via Pisana, trovando una forte resistenza tedesca che la bloccò per un paio di giorni presso Vecchiano.

Giunti nei pressi di Lucca, le truppe della 5ª Armata stabilirono il loro quartier generale presso Vorno e Pontetetto. Il fuoco dell'artiglieria americana si concentrò contro la linea difensiva tedesca lungo i canali Ozzeri-Rogio.
Nella notte del 3 settembre un'azione di partigiani lucchesi (la formazione "Bonacchi") attaccò da tergo le posizioni tedesche, mentre il 4 venne dichiarata l'insurrezione generale liberando il centro storico dai fascisti e tedeschi in ritirata. Mentre combattimenti pesanti avvenivano in località Pontetetto infine conquistata dagli americani.
Approfittando della ritirata tedesca durante la notte del 4, gli Alleati, guidati dal capitano Charles Francis Gandy della 92ª divisione, entrarono a Lucca il 5 settembre da Porta San Pietro.
Lucca fu così liberata; tuttavia i tedeschi Tedeschi non si ritirarono immediatamente, anzi, si sparsero in varie zone periferiche della città (i quartieri Sant'Anna, San Marco, L'Arancio) da dove continuarono  i mitragliamenti e cannoneggiamenti verso gli Alleati e i partigiani, causando feriti e vittime soprattutto tra i civili. Per le giornate dell'8-9 settembre il fronte raggiunse la riva sud del Serchio. Durante la loro fuga verso la Garfagnana, i Tedeschi distrussero tra l'altro diverse infrastrutture che collegavano Lucca ai paesi circostanti (strade, ponti, gallerie, rete ferroviaria) con lo scopo di intralciare l'avanzata delle truppe angloamericane.

### Un simbolo della Resistenza a Lucca: don Aldo Mei

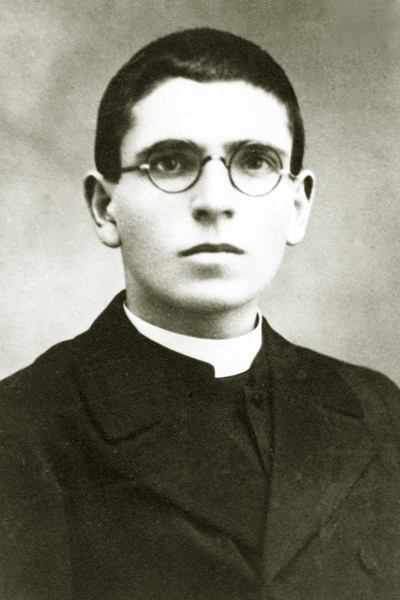
Don Aldo Mei

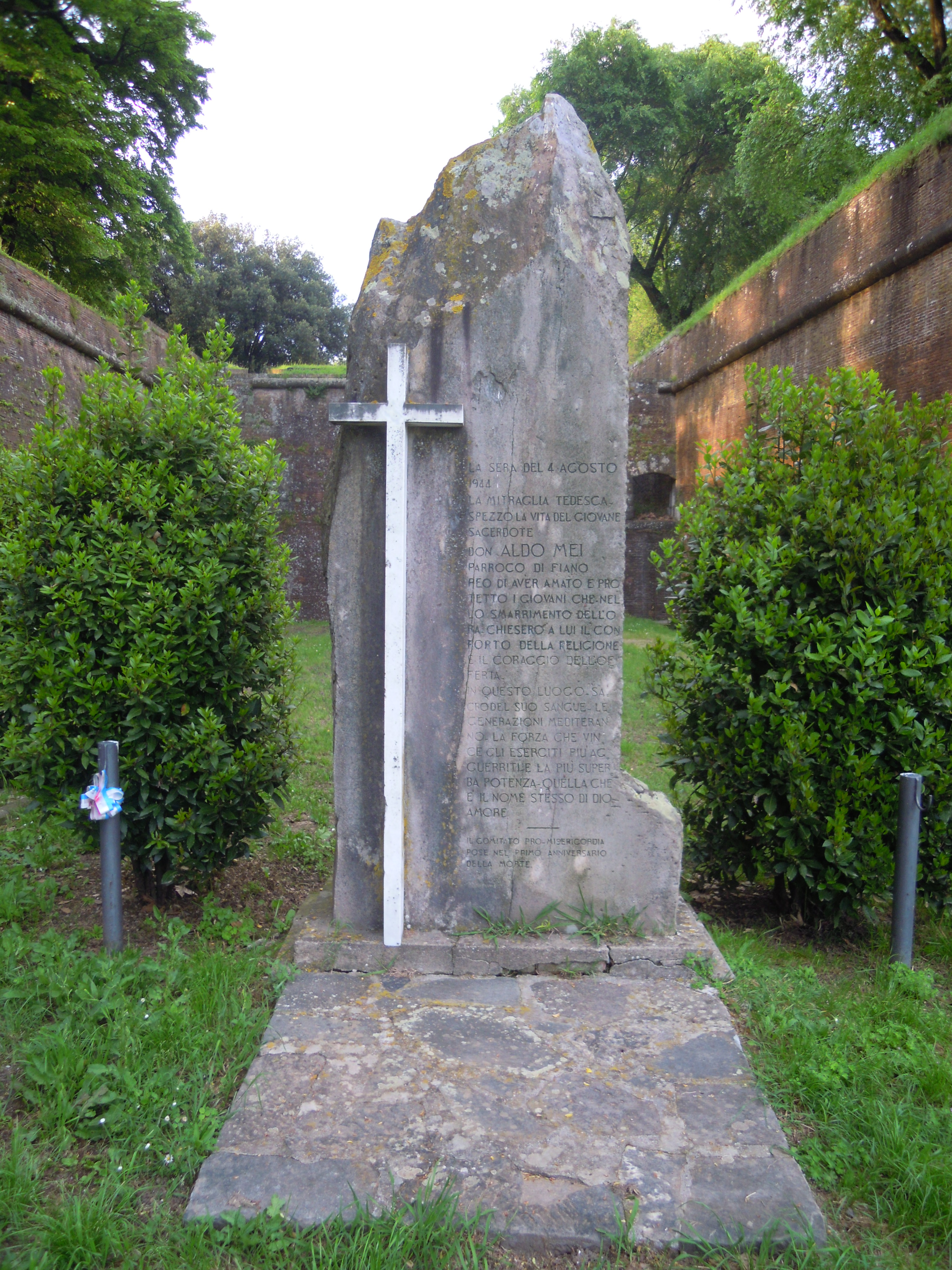
Lapide in memoria di don Aldo Mei situata fuori Porta Elisa a Lucca

Don Aldo Mei nacque il 3 marzo 1912 a Ruota, nel comune di Capannori in provincia di Lucca.
A 12 anni iniziò il suo percorso di studi presso il Seminario Arcivescovile a Lucca che si concluse quando, il 29 giugno 1935, ricevette gli ordini di sacerdozio dall'allora arcivescovo di Lucca monsignor Torrini. Due mesi dopo don Aldo Mei entrò a far parte della povera comunità di Fiano che si trova nelle colline del comune di Pescaglia, sempre in provincia di Lucca.
Allo scoppio della seconda guerra mondiale, aiutò le popolazioni vittime della guerra e dei bombardamenti, dando loro rifugio e procurando ai più bisognosi viveri e beni di prima necessità.
Durante le fasi della guerra sul fronte della Linea Gotica entrò a far parte degli Oblati del Volto Santo, un gruppo di sacerdoti della Chiesa lucchese dediti alla protezione di ebrei, disertori e altri ricercati. Quest'atto d'insubordinazione rispetto ai proclami e alle indicazioni fornite dall'occupante provocò l'inasprimento delle rappresaglie e delle esecuzioni sommarie di tutti coloro che potevano anche lontanamente essere in contatto con la Resistenza. Tali disposizioni contribuirono ai massacri perpetrati nell'estate 1944.
Don Aldo Mei diventò punto di riferimento per chiunque avesse bisogno di protezione e di rifugio (soprattutto i partigiani che venivano mandati a rifugiarsi nelle colline di Fiano), una condotta che si poteva pagare con la pena capitale. Infatti dopo essere stato arrestato, fu condannato a morte per aver protetto un partigiano, avergli somministrato la comunione invece di denunciarlo al comando tedesco e per aver posseduto una radio.
La sera del 4 agosto 1944, don Aldo Mei venne fucilato appena fuori Porta Elisa a Lucca.

## Eventi in Garfagnana (settembre 1944 - aprile 1945)

### La linea Gotica e l'organizzazione Todt in Garfagnana

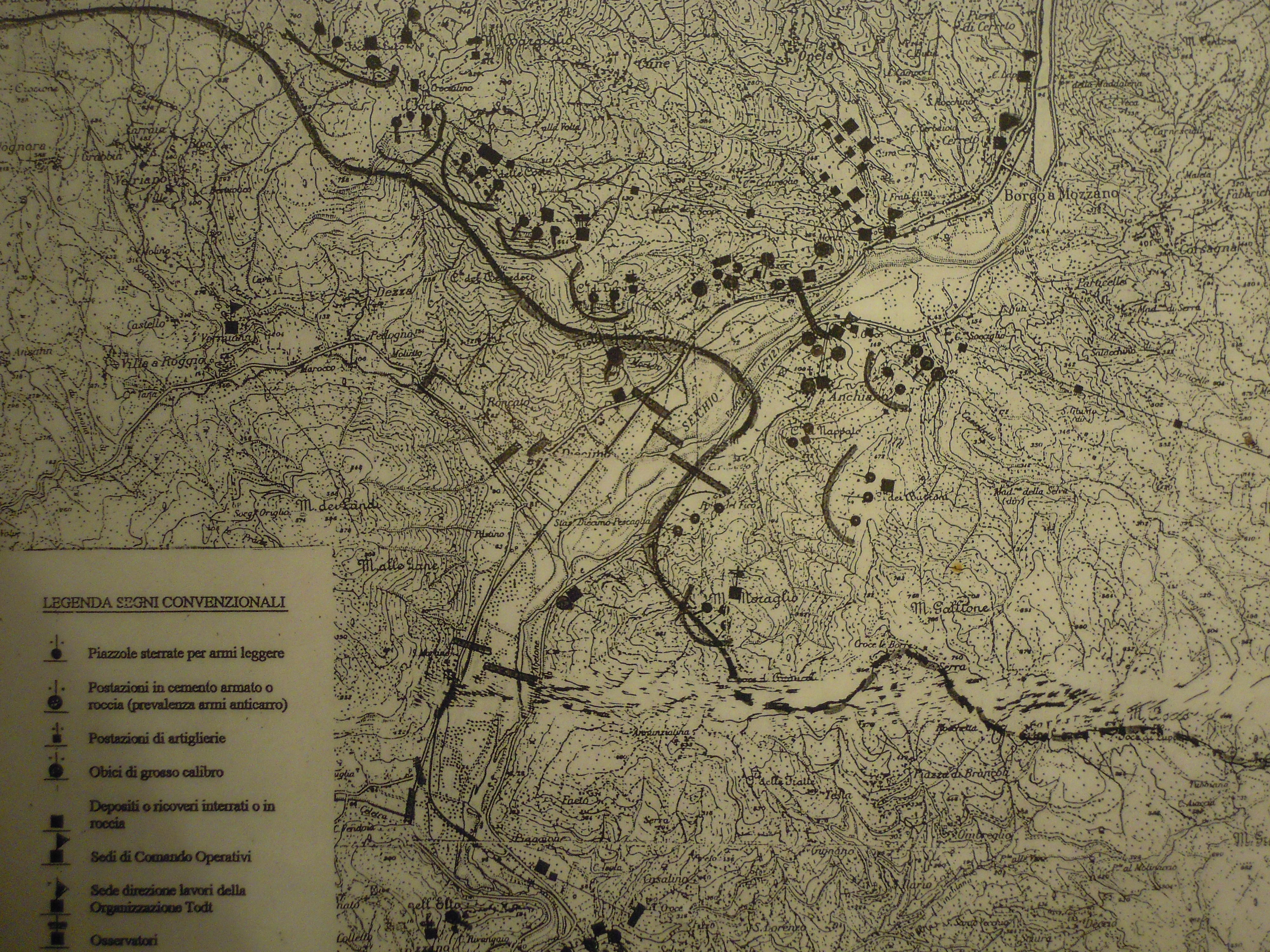
Mappa della Linea Gotica (Linea Verde I) a Borgo a Mozzano (LU)

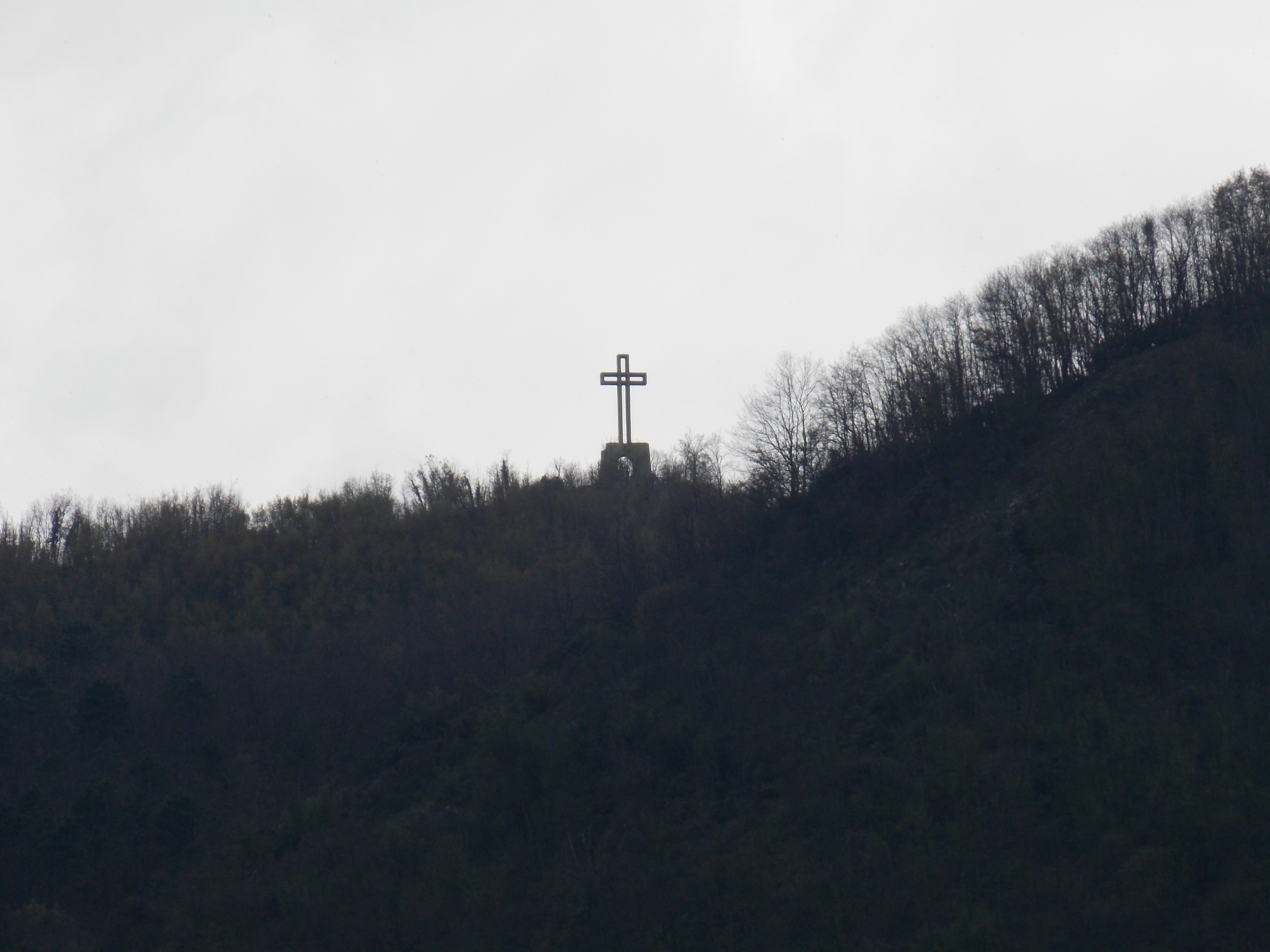
Croce di Brancoli: tutta la zona circostante al monumento fu minata e fatta esplodere dai Nazisti al fine di non dare punti di riferimento ai ricognitori degli Alleati che perlustravano la zona in cerca delle postazioni difensive nemiche

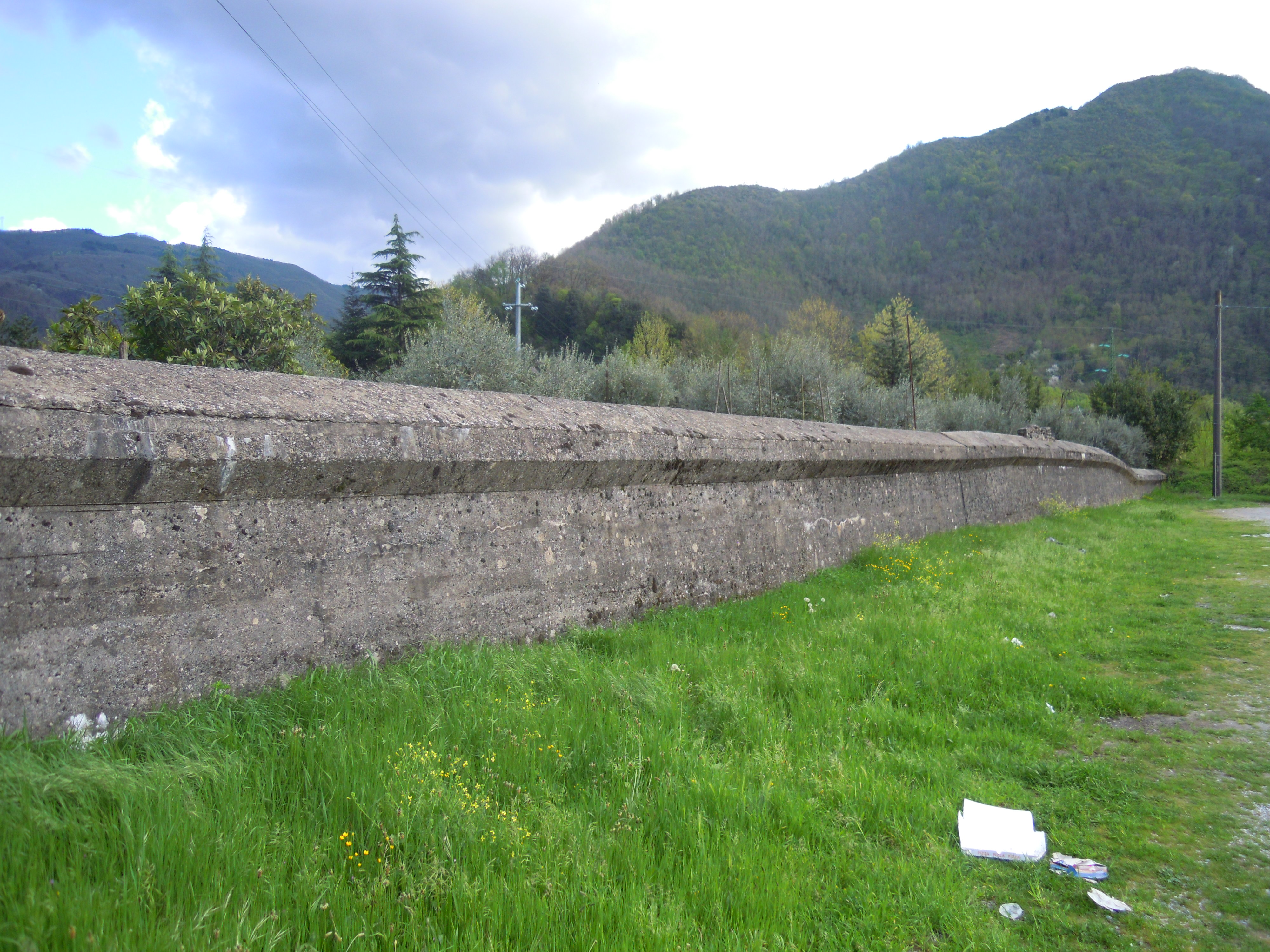
Muro anticarro a Borgo a Mozzano

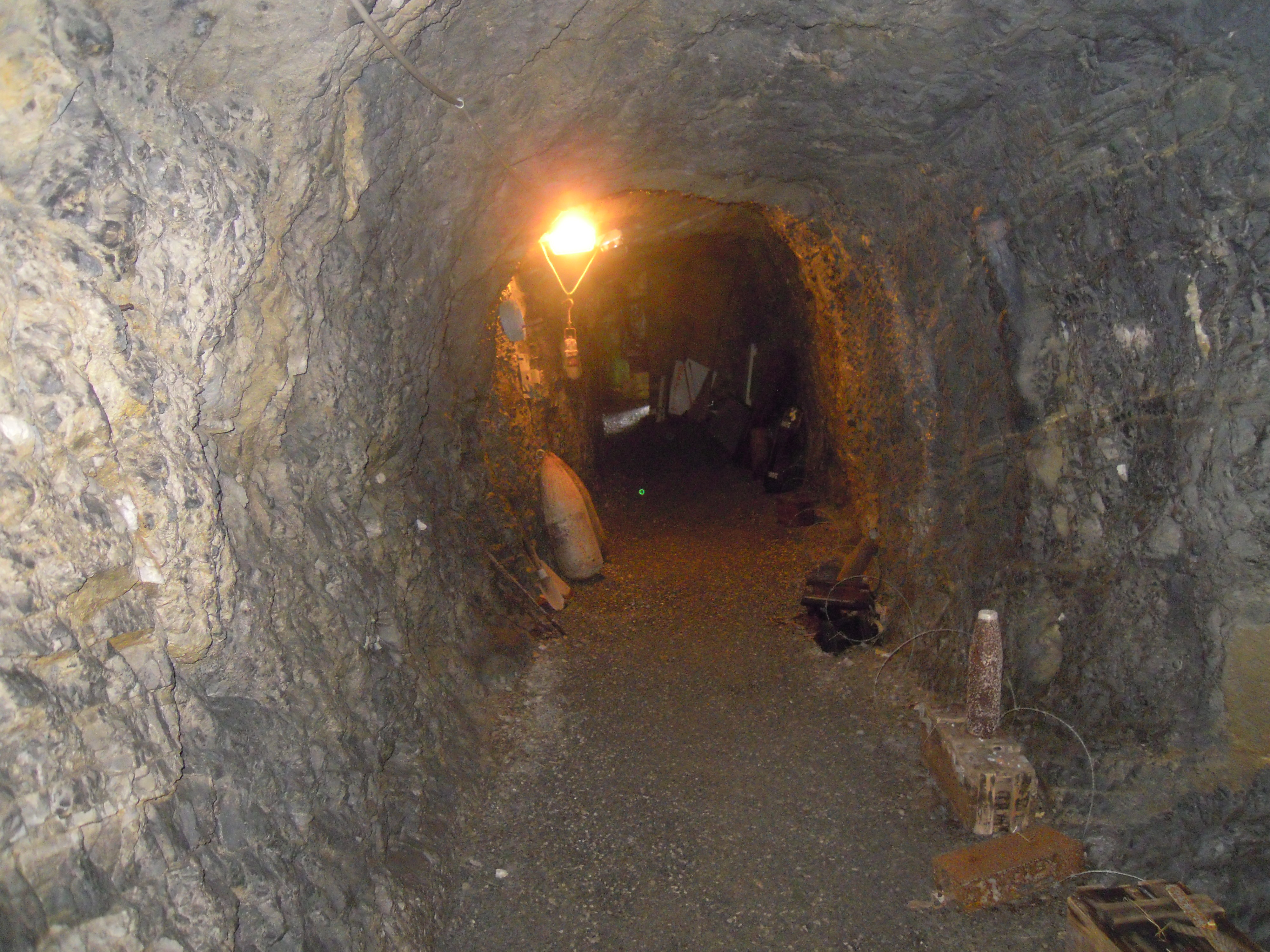
Galleria antiaerea Nazista

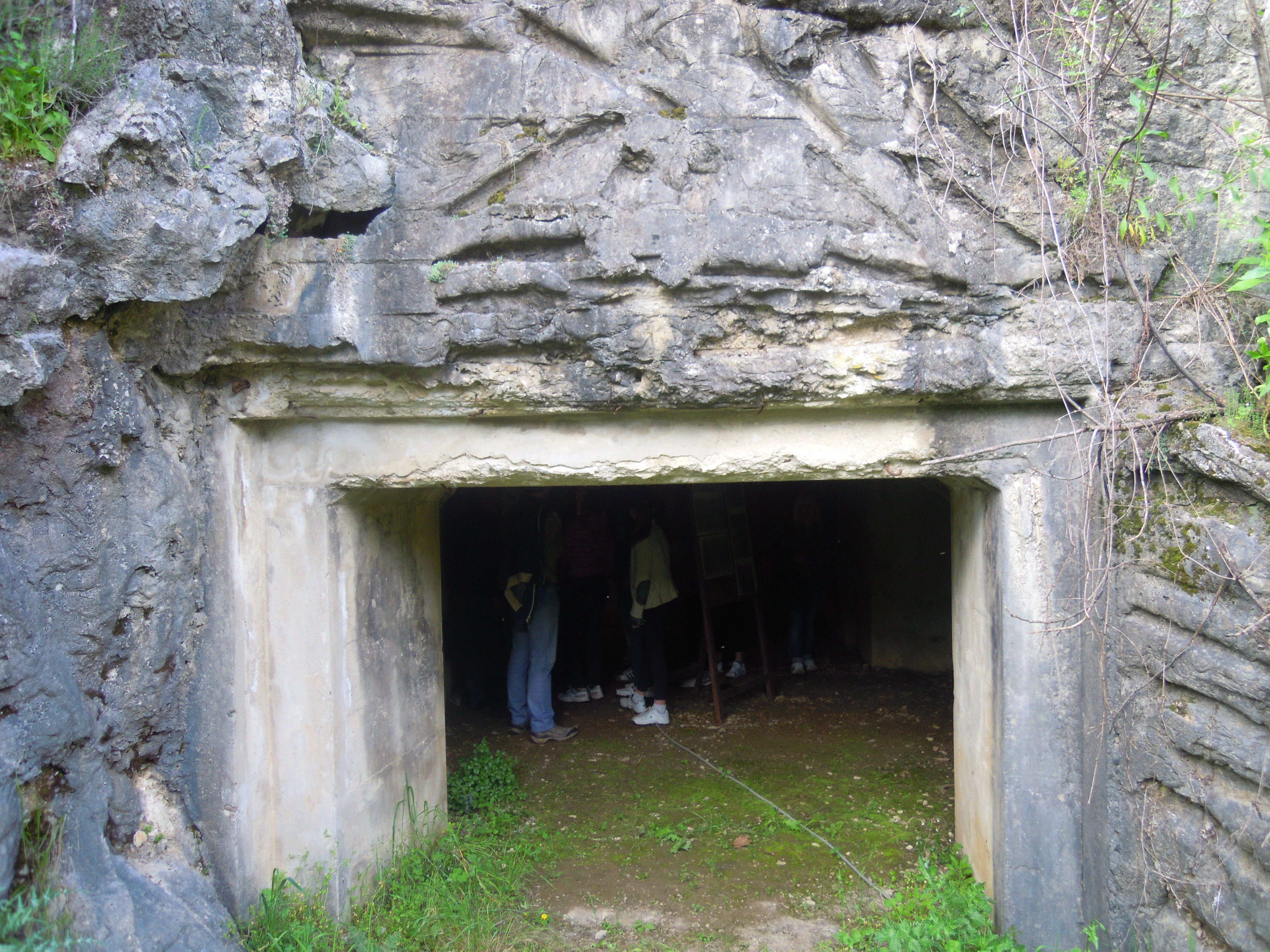
Galleria antiaerea Nazista armata in protezione del muro anticarro di Borgo a Mozzano

La Linea Gotica (Appenninstellung o Grune Line) era una linea di difesa lunga 320 km tracciata dai Nazisti e partiva da Cinquale in Versilia fino a giungere a Rimini e costituiva l'ultima avamposto difensivo nazista che gli Alleati dovevano affrontare prima di poter giungere nella Pianura Padana.
La questione della Linea Gotica in Garfagnana era un po' particolare poiché i Tedeschi commisero un grosso errore dal punto di vista della strategia difensiva. La loro linea difensiva in questa zona era infatti doppia:
- la prima, denominata Linea Verde I, partiva da Cinquale per poi giungere attraverso le Alpi Apuane attraversare la Valle del Serchio fino a Borgo a Mozzano e risalire verso gli Appennini;
- la seconda, denominata Linea Verde II, partiva sempre da Cinquale proseguiva verso Seravezza, salire verso il Monte Altissimo, il gruppo Pania della Croce e Pania Secca, scendere fino al Serchio all'altezza di Barga e del comune di Fosciandora dove la valle si restringe per poi risalire gli Appennini attraversando la località di Sommocolonia[9].

L'errore commesso dagli ingegneri Tedeschi dell'Organizzazione Todt consistette nel non aver considerato una possibile incursione da parte delle forze Alleate attraverso la Val di Lima, che si poteva raggiungere tranquillamente da Pistoia, rischiando così e quindi un attacco alle spalle. Perciò Kesselring ordinò di indietreggiare di 20 km i loro avamposti difensivi fino a Ponte di Campia dove la Valle del Serchio si divideva dalla Val di Lima. In questo arretramento del fronte i Tedeschi distrussero ponti, strade, gallerie.
Oggi tutte le difese costruite dall'Organizzazione Todt in 10 mesi da Piaggiane e Domazzano fino a Borgo a Mozzano (LU), monti compresi (tra cui il Monte dell'Elto) sono pressoché intatte e si possono visitare bunker, gallerie, camminamenti, reticolati di filo spinato, campi minati, postazioni armate e di controllo, trincee e muri anticarro.
L'Organizzazione Todt, durante il Nazismo e la Seconda Guerra Mondiale, contava civili e soldati impegnati come operai nella costruzione di opere utilizzate prevalentemente con scopi bellici.
Già dal 1938 il Genio Militare Italiano ordinò la costruzione di fortificazioni lungo le coste versiliesi e sulle alture della Garfagnana; tuttavia i lavori all'epoca non vennero completati e furono così riavviati nel 1943 dagli ingegneri dell'O.T. con a capo l'ing. Hosenfled, il quale piazzò la sede tecnica e amministrativa dei lavori proprio a Borgo a Mozzano.
Molti civili italiani vennero arruolati come operai della O.T. dato che rappresentava una via di scampo per non finire nei campi di concentramento; tra i molti si arruolò il geometra Silvano Minucci, il quale fece tre copie delle difese Tedesche della zona, e le faceva giungere al comando degli Alleati a Lucca con l'aiuto di Annamaria Cheli e di altre staffette, che portava nella canna della bicicletta tutte le documentazione.

### La guerra in Media Valle del Serchio e Garfagnana (settembre 1944-dicembre 1944)
Inizialmente la Garfagnana doveva essere risparmiata dagli eventi bellici di quel periodo: nei piani dei Tedeschi era considerata, assieme alla Versilia, una zona bianca, adibita a raccogliere gli sfollati dei territori interessati dagli scontri. Eppure non fu così: si consumò una guerra di logoramento tipica delle battaglie di trincea della Prima Guerra Mondiale che durò 7 mesi, caratterizzata prevalentemente piccoli scontri tra le pattuglie armate.
I Tedeschi con la loro ritirata in Garfagnana erano circondati in un fronte da dove potevano essere attaccati lungo 40–50 km che partiva da Ponte a Moriano e giungeva fino a Camaiore e Pietrasanta.
Dopo aver ridefinito le strategie e preavvisato la loro avanzata con serie quotidiane di bombardamenti verso i vari obiettivi militari, gli Alleati guidati dalla divisione "Buffalo" e dai partigiani iniziarono la lenta risalita verso i monti garfagnini.
Giunsero nella zona del Morianese e della Brancoleria il 15 settembre 1944. Gli Alleati trovarono una forte resistenza da parte dei Nazisti all'entrata della Valle del Serchio, cioè nella strettoia che si crea tra il Monte Pittone a Piaggiane, il Monte Castellaccio ad Aquilea e il Monte dell'Elto a Domazzano, di fronte a difese dalle quali i nemici potevano sparare a fuoco incrociato e potevano controllare tutti i movimenti in entrata della Valle. Questi scontri continuarono fino al 19 settembre 1944 quando gli Alleati riuscirono a sfondare le linee nemiche e a conquistare queste colline fondamentali dal punto di vista strategico.
Al contrario, i soldati brasiliani della FEB, che risalirono dal versante costiero, trovarono meno difficoltà: da metà settembre alla fine del mese, partendo da Pisa, riuscirono a liberare gran parte dei territori, tra cui Massaciuccoli, Bozzano, Massarosa (liberate il 16/09/1944), Maggiano, Quiesa, Santa Maria a Colle, Chiatri Puccini (liberate il 17/09/1944) e Camaiore (liberata il 18/09/1944).
Da qui i soldati brasiliani risalirono lungo la strada provinciale Lucca - Camaiore liberando le località di Montemagno, Monsagrati e San Martino in Freddana il 19/09/1944.
Tra il 25 e il 26 settembre 1944 continuarono la loro avanzata verso la località di Fiano nei pressi dei monti Prana e Pedone. Entrarono in Val Pedogna alle porte di Pescaglia dove trovarono una forte resistenza di Nazisti in ritirata verso la Linea Gotica II.
Il 28 settembre 1944, i brasiliani giunsero a Pescaglia e si aggregarono alla 92ª Divisione "Buffalo"; insieme giunsero il 30 settembre 1944 a Borgo a Mozzano (LU) stabilendoci il loro Comando.
Negli stessi giorni non mancarono le azioni offensive e di disturbo oltre le linee nemiche da parte dei gruppi partigiani: tra il 26 e il 27 agosto 1944 il gruppo "Valanga" di Leandro Puccetti prese controllo del Monte Croce   del Monte Matanna sopra Fabbriche di Vallico; mentre Bagni di Lucca fu liberata dal Battaglione XI Zona Appennino Tosco Emiliano di Manrico Ducceschi (detto "Pippo") il 28 settembre 1944.
Il 1º ottobre 1944 gli Alleati riuscirono ad entrare a Bagni di Lucca e liberare la Val di Lima.
Mentre gli Alleati avanzavano verso la Linea Verde II, i Nazisti continuarono la loro ritirata e la opera di distruzione delle varie infrastrutture.
In una settimana i soldati brasiliani avanzarono di circa 20 km liberando Barga ad est del Serchio, Fornaci di Barga (fondamentale per le sue industrie metallurgiche), Gallicano ad Ovest del Serchio, Sommocolonia, Coreglia Antelminelli e le piccole frazioni di Ghivizzano e Piano di Coreglia.
Si andava così a formarsi un fronte che rimase bloccato per tutto l'inverno tra il 1944 e il 1945. Solo le quotidiane incursioni aeree con bombardamenti (soprattutto nell'area tra Castelnuovo di Garfagnana e Piazza al Serchio) e qualche scontro tra le forze armate smossero una situazione tipica delle guerre di trincea.
I brasiliani furono più volte bloccati lungo il fronte della Linea Verde II dai Nazisti e dai Fascisti delle Divisioni Monterosa e Italia, giunte in rinforzo per volere di Mussolini e Kesselring.
Cominciarono così operazioni notturne di pattugliamenti di partigiani e Alleati nella zona che comprendeva tutta la Valle da Ovest a Est tra le linee degli schieramenti.

### La Wintergewitter Aktion e l'operazione Second Wind (dicembre 1944-aprile 1945)
Nel mese di Novembre e per parte del mese di Dicembre del 1944 la situazione rimase immobile anche per la stagione e per le abbondanti piogge cadute, non ci furono sviluppi. Il Comando degli Alleati fu trasferito da Borgo a Mozzano a Bagni di Lucca, mentre le linee di combattimento il centro nevralgico delle operazioni Nazifasciste diventò Castelnuovo di Garfagnana.
Prevalentemente gli scontri erano di artiglieria e si concentrarono nella zona di Fosciandora.
L'evento più rilevante fu la "Wintergewitter Aktion", o "Battaglia di Natale", avvenuta tra il 26 e il 29 dicembre 1944. Le forze Naziste, guidate dal luogotenente generale Otto Fretter Pico, riuscirono a sfondare le linee difensive alleate, dimostrando i limiti delle difese americane e raggiungendo il 27 dicembre 1944 la zona Barga, Fornaci di Barga, Gallicano e Vergemoli, distanti una decina di chilometri, dove si trovavano magazzini di armi e munizioni. Gli unici a mantenere le postazioni di difesa furono i partigiani che si rifugiarono sui monti.
Quest'attacco fu fortemente voluto da Mussolini e da Kesselring per avere una dimostrazione della scarsità delle difese nemiche e anche per poi sfondare la linea nemica, giungere a Bagni di Lucca per poi risalire la Val di Lima attaccando così di spalle gli Alleati che si trovavano alle porte di Bologna, oltre a riconquistare Lucca e successivamente Pisa e Livorno.
In questa situazione, gli Americani furono colti di sorpresa, anche se, dalle loro postazioni sulle alture, avevano notato che i nemici stavano ammassando truppe in preparazione ad un eventuale attacco. La maggior parte delle operazioni si sviluppò nelle alture di Sommocolonia, località compresa tra Barga e Gallicano: una volta conquistata i Nazisti avrebbero potuto controllare le mosse dei nemici fino a Borgo a Mozzano.
Il 28 dicembre 1944 ci fu l'immediata reazione degli Alleati che, con l'aiuto dei Gurkha nepalesi dell'8 Divisione Indiana e un massiccio bombardamento e mitragliamento di 100 caccia-bombardieri, rispedirono indietro le forze Naziste e riportarono in breve la situazione allo stato precedente.
Gli scontri nella Battaglia di Sommocolonia furono i più feroci del periodo: si contano più di 70 vittime tra le file tedesche e circa 20 tra le file degli Alleati e altrettanti tra i partigiani.
Sommocolonia fu definitivamente liberata il 2 gennaio 1945 dai soldati della 92 Divisione Buffalo con l'aiuto dei soldati nepalesi.
Questo episodio fu l'ultimo, tra i più rilevanti, fino all'Aprile 1945 sia per le condizioni climatiche sia per la visione secondaria di questo fronte. Come nei mesi precedenti le azioni militari consistevano in pattugliamenti notturni da parte degli Alleati e dei partigiani per poter ricavare più notizie possibili riguardo alle postazioni nemiche.
Dopo oltre un mese di inattività su tutto il fronte, la prima azione Alleata degna di nota scattò la notte del 5 febbraio 1945 con l'operazione Fourth Term in cui la 92ª divisione attaccò lungo la valle del Serchio e in Versilia, senza però ottenere nessun risultato di rilievo.
Dopo questi scontri i vantaggi furono per gli Alleati dal punto di vista del morale (maggiori consapevolezze di vincere), materiale (conquista di magazzini di armi, munizioni e viveri) e territoriale con l'avanzamento anche se limitato del fronte. Tuttavia la situazione non si sbloccò: a causa delle condizioni climatiche e della scarsa considerazione di questo fronte i tempi di combattimento continuarono ad allungarsi; non si verificarono attacchi importanti, per lo più i soldati Alleati si limitarono a cannoneggiare e bombardare i punti strategici della Valle (chi ne pagò di più le conseguenze fu ancora una Castelnuovo di Garfagnana) o a pattugliamenti notturne e azioni di disturbo, con l'aiuto dei partigiani, allo scopo di ottenere notizie sulle postazioni nemiche.
Negli ultimi mesi di guerra, nelle file dei Tedeschi, si moltiplicò il fenomeno delle disserzioni, soprattutto da parte delle truppe italiane della Divisione Monterosa e Italia che si consegnarono direttamente agli Alleati. Con le notizie che giungevano dagli altri fronti il malcontento tra i Nazisti aumentò; lo sfondamento della Linea Gotica a Massa Carrara e La Spezia da parte dei Nisei li convinse ad iniziare una lenta ritirata verso la Bassa Lunigiana, guidati anche dalla paura di subire un eventuale attacco alle spalle dagli Alleati, dato che ormai li circondarono da Nord a Sud.
Il 18 aprile 1945 in Garfagnana scattò l'Operazione Second Wind: in un'azione combinata con l'aiuto di pesanti mitragliamenti e bombardamenti, risalendo da Gallicano, i partigiani sfondarono la Linea Verde II seguiti dagli Alleati che, il 20 aprile 1945, entrarono a Castelnuovo.
Nella fuga i Nazisti continuarono a distruggere ponti (tra cui il ponte di Villetta - San Romano), strade e gallerie. L'ultima resistenza dei Nazifascisti fu nelle alture del Passo della Cisa quando, il 29 aprile 1945, nei pressi Fornovo Taro (Parma) dove i generali Carloni e Fretter-Pico si arresero e si consegnarono agli Alleati.
La Garfagnana, dopo la liberazione di Piazza al Serchio e dei comuni circostanti avvenuta entro il 25 aprile 1945, era stata liberata definitivamente dall'oppressione Nazista.

## Eventi in Versilia
La liberazione della Versilia avvenne in una maniera molto particolare perché non fu immediata, ma per la scarsa considerazione del Fronte Italiano e anche per motivi di strategie militari, doveva seguire l'avanzata nella Piana di Lucca e in Garfagnana: dunque fu un'avanzata molto lenta e gli scontri avvenivano durante i pattugliamenti.
Uno sfondamento immediato della Linea Gotica in Versilia era considerato rischioso perché le truppe degli Alleati sarebbero andate ad imbottigliarsi in Liguria e negli Appennini, in una zona geograficamente particolare; anche se, d'altro canto, gli Alleati avrebbero avuto un enorme vantaggio anche per la liberazione della Garfagnana perché sfondando la Linea Gotica in Versilia, avrebbero potuto risalire la Lunigiana, giungere al Passo dei Carpinelli e attaccare i Nazisti alle spalle.
Dopo la liberazione di Pisa (30 agosto 1944), la Task Force 45 composta da Brasiliani, Americani e Inglesi impiegò 10 giorni per compiere 20 km fino a raggiungere Torre Del Lago (LU), che fu liberata il 9 settembre 1944. Nel frattempo le azioni dei gruppi Partigiani Gino Lombardi, Bandelloni e Marcello Garosi già si concentravano nelle colline tra la Val Freddana e il Monte Quiesa.
La Liberazione di Viareggio, che dista da Torre del Lago circa 5–10 km, avvenne il 15 settembre 1944. I Tedeschi nella loro ritirata si limitavano a brevi scontri di artiglieria tra le loro pattuglie di retroguardia e le pattuglie del nemico d'avanguardia, opponendo maggiore resistenza nelle postazioni bunker armate con cannoni. Il litorale venne completamente distrutto e difeso dai Nazisti con mine, postazioni di artiglieria e cannoni per paura di subire un altro attacco dal mare come accadde in Normandia.
Liberata Viareggio, fu insediato il Comando delle Operazioni Alleate in Versilia; mentre la Task Force si sciolse perché i Brasiliani della FEB si sganciarono per giungere a Camaiore, liberare il Monte Prana ed aggregarsi alle forze armate della Buffalo che stavano giungendo a Borgo a Mozzano.
Pietrasanta venne liberata il 19 settembre 1944 e una settimana più tardi si stabilizzò un fronte che sarebbe durato fino all'Aprile 1945 e che partiva da Forte dei Marmi, risaliva il fiume Versilia fino a Seravezza e da qui giungeva attraverso le Alpi Apuane in Garfagnana.
Nell'attesa dell'avanzata dall'altra parte delle montagne, gli Alleati si spartirono il territorio versiliese: agli Americani toccò il controllo e la difesa della fascia costiera, mentre gli Inglesi, con l'aiuto dei Partigiani locali pattugliavano le colline. In certe fasi più tranquille della guerra, i comandi Anglo-Americani spostavano le proprie truppe dal versante versiliese a quello garfagnino e viceversa.
Tutto rimase bloccato per 7 mesi nell'attesa di nuovi ordini, quando, il 5 aprile 1945 scattò l'operazione Second Wind con la quale gli Alleati sfondarono la Linea Gotica in Versilia. Questo attacco fu anticipato da pesanti mitragliamenti verso le montagne e con la conquista da parte degli Inglesi del Monte Carchio, del Monte Folgorito e del Monte Belvedere.
Il 9 aprile 1945 gli Alleati giunsero a Cinquale, liberando anche la Statale Aurelia. Tra il 10 e l'11 aprile 1945 vennero liberate Massa e Carrara ed entro la fine del mese gli Alleati sarebbero giunti a Sarzana, La Spezia e successivamente a Genova.
L'avanzata continuò in Lunigiana, fino ad oltrepassare il Passo della Cisa per poi sconfiggere definitivamente l'esercito Tedesco il 29 aprile 1945 a Fornovo di Taro (PR).

## I danni della guerra

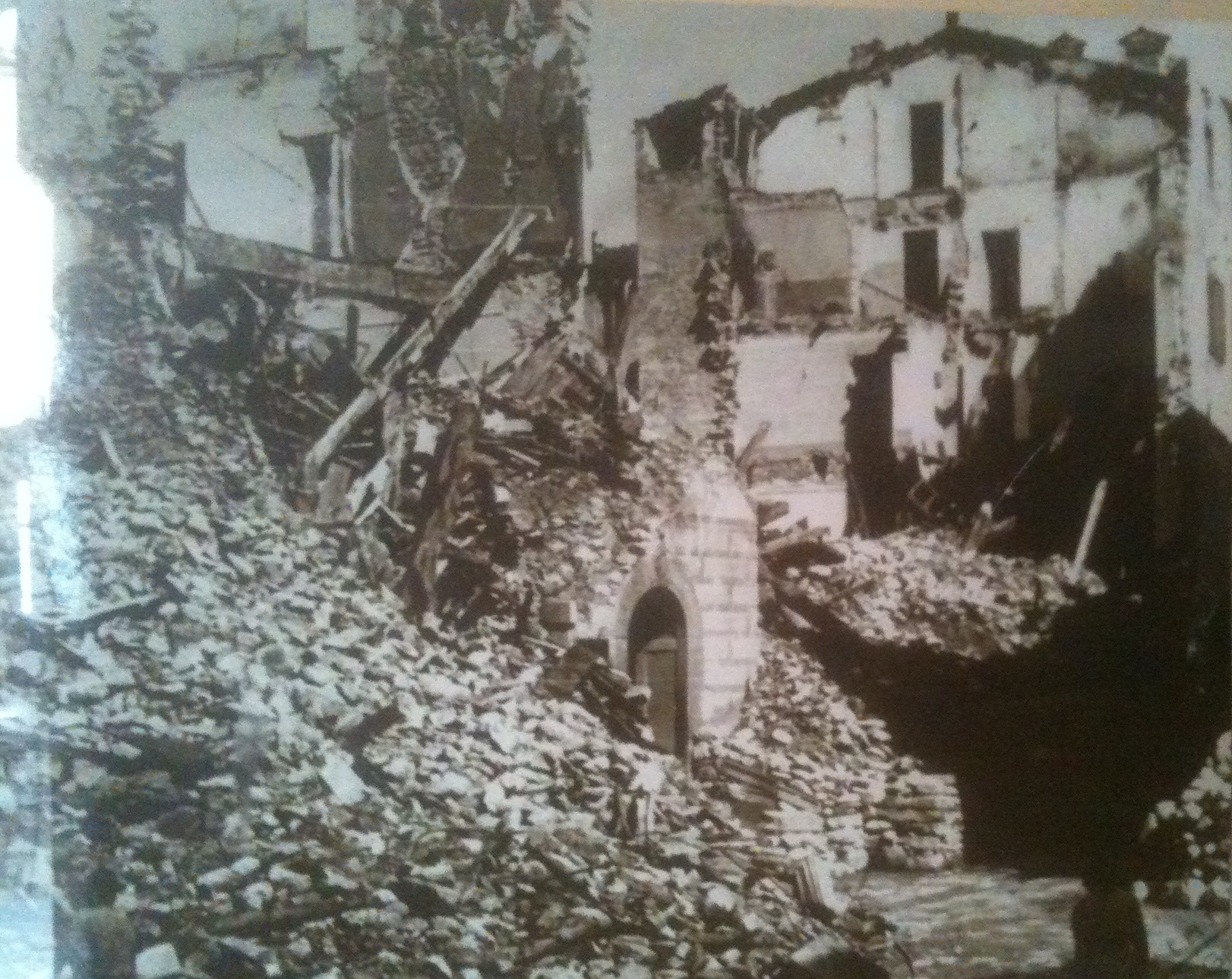
Immagine dei danni a Castelnuovo di Garfagnana

I giorni seguenti la ritirata delle truppe Nazifasciste furono giorni di disordini, la guerra non era ufficialmente terminata né tantomeno gli effetti ridondanti della guerra civile che portarono a vendette e regolamenti di conti tra la popolazione.
Tuttavia la guerra combattuta in queste zone non fu mai eccessivamente violenta, anche se i danni subiti da popolazione ed infrastrutture furono molto ingenti: in totale si contarono 360 000 sfollati.
Le varie problematiche nascono quando si tratta di fare la conta delle vittime: per quanto riguarda i civili e i partigiani caduti in battaglia, se ne contano circa 1300; per quanto riguarda i civili, le cifre si attestano sui 2500 morti contando i massacri dei Nazisti. Tuttavia queste cifre non si possono considerare complete perché all'epoca i censimenti dei comuni erano prevalentemente parziali.
Le zone più colpite erano a ridosso di infrastrutture o nei pressi della Linea Gotica. Il simbolo della distruzione di questa guerra fu Castelnuovo di Garfagnana che, per il 95% della sua estensione fu rasa al suolo, bombardata quotidianamente per tutto il periodo dei combattimenti da parte dell'aviazione anglo-americana con danni economici che si contavano a decine di milioni di Lire.
Altre località che furono danneggiate dai bombardamenti furono: Molazzana, Fosciandora, Barga, Gallicano, Camporgiano, Careggine, Pieve Fosciana, Castiglione di Garfagnana, San Romano (e in particolare il Ponte di Villetta), Villa Collemandina, Vagli, Piazza al Serchio e Minucciano.
Molte strade furono bombardate o danneggiate, tra cui il Passo dell'Abetone, il Passo delle Radici, il Passo dei Carpinelli e la maggior parte dei collegamenti nelle Province di Lucca e Massa Carrara.
Oltre ai danni dei bombardamenti alleati si devono aggiungere quelli provocati dai Nazisti e dai Fascisti in ritirata verso strade, gallerie e ponti.
A Lucca furono distrutte strade, ponti (tra cui il ponte che collega la città con Monte San Quirico fu distrutto dai Nazisti nel Settembre 1944 e gli Alleati, al suo posto, ne ricostruirono uno provvisorio con i binari della ferrovia danneggiata), la stazione e la linea Lucca-Pontedera che non rientrò mai più in servizio.
Anche in Versilia ci furono ingenti danni: Viareggio fu per la maggior parte rasa al suolo e la maggior parte degli edifici del lungomare furono abbattuti per fare spazio a casematte e bunker in cemento armato con postazioni di cannoni e mitragliatrici per paura dei Nazisti di subire sbarchi da parte degli Alleati; non a caso tutte le spiagge della Versilia da Viareggio fino alla Liguria furono minate e circondate con filo spinato.